# Aagot Vangen

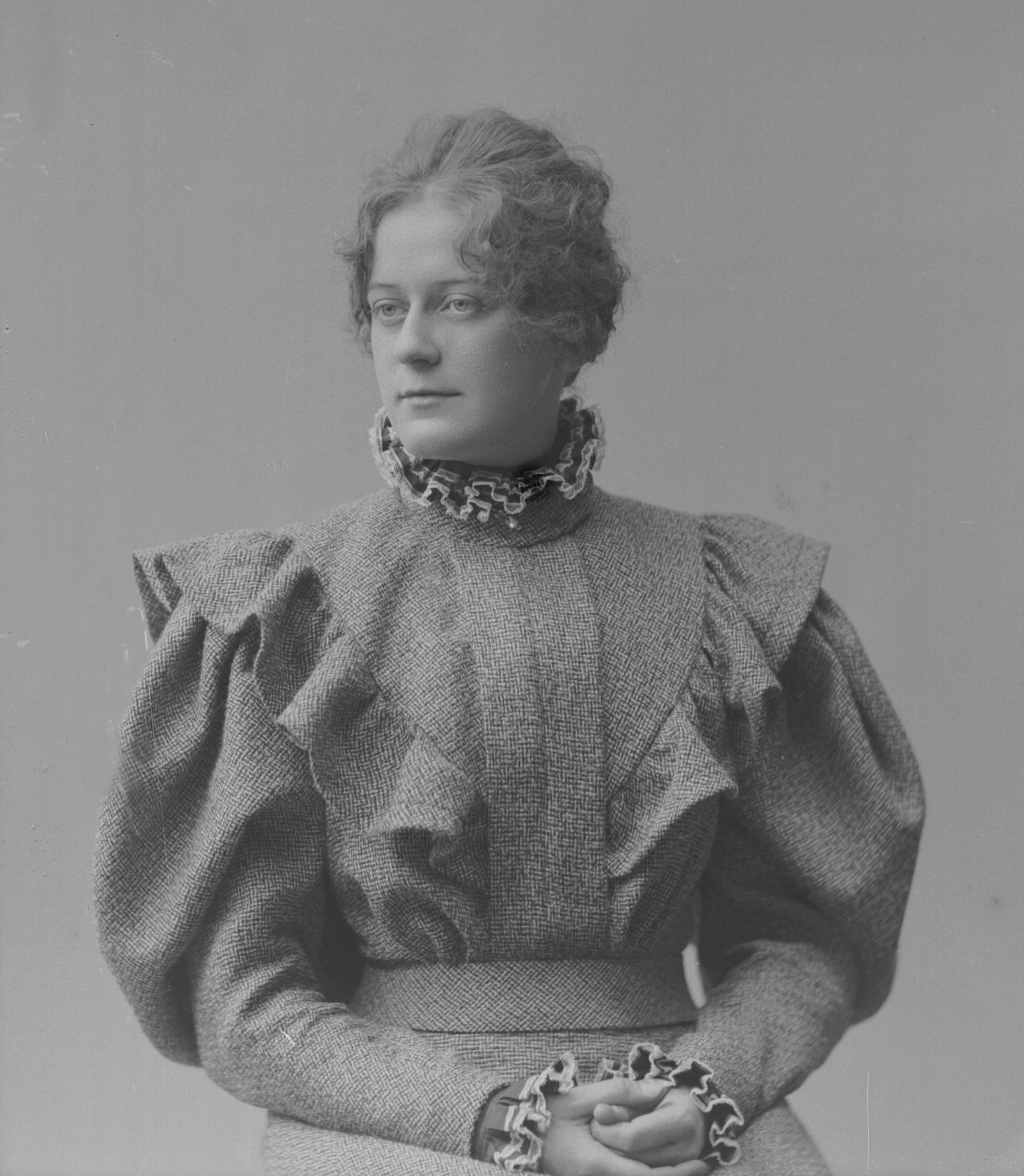
Aagot Vangen gefotografeerd door Gustav Borgen. De foto maakt deel uit van de Noorse Museumcollectie.

Aagot Vangen (Stor-Elvdal, 29 juni 1875 - Drøbak, 29 juli 1905) was een Noorse beeldhouwer.
Aagot Vangen bezocht na de Knud Bergslien schilderschool de Koninklijke Tekenschool onder Mathias Skeibrok en Brynjulf Bergslien van 1895 tot 1896. Tussen 1896-1897 en 1900-1901 studeerde ze aan de Académie Julian in Parijs.
Als dochter van ingenieur Ole Vangen verhuisde ze met het gezin naar Kongsvinger waar zij opgroeide in een rijke bourgeois omgeving en had al vroeg interesse in de beeldende kunst. Na de Tekenschool ging ze als 21-jarige naar de Académie Julian in Parijs. Hier werd zij beïnvloed door beeldhouwer Denys Pierre Puech. In Kongsvinger maakte ze van haar vader een gipsen buste die in Parijs werd tentoongesteld. Een andere buste maakte ze in 1898 van haar vriendin Martha Gundseth. Nadat ze in 1901 opnieuw in Parijs studeerde debuteerde ze op een tentoonstelling met de grote sculptuur Ung Kvinde. Het toonde een liggende naakte vrouw spelend met een slang. Het gewaagde ontwerp veroorzaakte heel wat opschudding bij publiek en critici. Een bekend werk was haar kleine sculptuur Eva. Het toont een knielend meisje in gebed met het hoofd gebogen en de handen plat tegen elkaar in de schoot. In 1904 maakte ze een borstbeeld van de schilder Borghild Arnesen. 
Haar werk bestaat verder uit portretbustes, beeldjes en reliëfs die meestal verdwenen of verloren zijn gegaan. Haar bronzen werk Gezet meisje bevindt zich in het Kongsvinger Museum.
De schrijver Kaia Bruland-Nilssen publiceerde in 1903 een biografische roman over Aagot Vangen.
In de zomer van 1905 overleed ze onverwachts aan een hartverlamming.